# Lothar Gottlieb Tirala
Lothar Gottlieb Tirala (* 17. Oktober 1886 in Brünn; † 20. Februar 1974 in Wiesbaden) war ein österreichischer Mediziner, Psychologe, Zoologe, Rassenhygieniker und Hochschullehrer zur Zeit des Nationalsozialismus.

## Leben und Wirken
Nach dem Gymnasialbesuch in Brünn studierte Tirala Zoologie an der Universität Wien und wurde dort 1908 mit der Dissertation Regeneration und Transplantation bei Criodrilus zum Dr. phil promoviert. Anschließend folgte sein Studium der Medizin in Wien, das er im Dezember 1913 mit der Promotion zum Dr. med. abschloss. Danach war er als wissenschaftlicher Assistent an der Universität Wien am Pharmakologischen Institut und nach Beginn des Ersten Weltkrieges am dortigen Physiologischen Institut beschäftigt. Tirala war mit Houston Stewart Chamberlain und Othmar Spann befreundet und auch Hausarzt der beiden. Ab 1920 arbeitete Tirala als Mediziner für die österreichische Eisenbahn in Wilhelmsburg und ab 1922 als Gynäkologe an der Frauenklinik der Universität Wien. Ab 1925 praktizierte er als niedergelassener Gynäkologe in Brünn.
Tirala trat 1927 in Brünn der DNSAP bei und bezeichnete sich als „Vertrauensarzt“ dieser Partei. Am 1. März 1934 trat er der NSDAP bei (Mitgliedsnummer 2.009.113).
Anfang November 1933 wurde Tirala als Nachfolger von Fritz Lenz auf den Lehrstuhl für Rassenhygiene an der Universität München berufen, wo er als Direktor auch das dortige Institut für Rassenhygiene leitete. Die Berufung erfolgte ohne Beteiligung der Medizinischen Fakultät München und gegen den Rat von Lenz, der monierte, dass Tirala „über die elementaren Grundlagen der Rassenhygiene nicht unterrichtet“ sei. Unterstützt wurde Tiralas Berufung durch den Gauleiter Julius Streicher, den nationalsozialistischen Physiker Philipp Lenard, den Verleger Julius Friedrich Lehmann und Eva Wagner-Chamberlain.
Nach seiner Berufung übernahm Tirala die Leitung der Münchener Ortsgruppe der Deutschen Gesellschaft für Rassenhygiene. Außerdem wurde er Mitherausgeber der Zeitschrift Volk und Rasse.

„Es geht nicht an, daß ein germanisches Mädchen einen jüdischen Mann zum Freund oder Ehemann hat und auf diese Weise die Bastardisierung in unserem Volke gefördert wird. [...] Wir fordern als Rassenhygieniker Strafandrohung für jeden Deutschen, der mit einer fremdrassigen Frau, und für jede Deutsche, die mit einem fremdrassigen Mann ein Verhältnis hat oder dieses Verhältnis durch Ehe legitimiert.“

Im April 1936 wurde Tirala aufgrund von Unfähigkeit, der Vorteilsnahme, der Durchführung von Abtreibungen und weiteren Beschuldigungen als Professor und Institutsleiter amtsenthoben. Kommissarischer Leiter des Münchener Instituts für Rassenhygiene wurde der Psychiater Ernst Rüdin, der wie der Reichsdozentenführer Walter Schultze zu Tiralas Gegnern gehörte (Auch Ferdinand Sauerbruch wollte Tirala nicht fördern). Trotz Förderung durch Julius Streicher und den Reichsärzteführer Gerhard Wagner und des Einsatzes des DFG-Präsidenten Rudolf Mentzel für Tirala gelang es diesem nicht, eine rassenhygienische Bildungsanstalt in Nürnberg zu etablieren. Auch sein Rechtsstreit um Wiedereinsetzung als Professor blieb erfolglos und der Professorentitel wurde ihm entzogen.
Unter dem Titel o. ö. Univ.-Prof. a. D. lebte er ab 1944 in Wien und danach in Graz. Beim 1946 entstandenen Privaten Österreichischen Soziologischen Institut in Unterburg war er als Berater tätig. Ab 1954 wirkte er als Chefarzt am Sanatorium Wilke für Herz- und Kreislauferkrankungen in Wiesbaden. Lothar G. Tirala publizierte homöopathische Aufsätze und warb für die von ihm in den 1930er Jahren erdachte Heilatmungslehre zur nichtmedikamentösen Behandlung von Blutdruck- und Herzerkrankungen.

## Schriften (Auswahl)
- Regeneration und Transplantation bei Criodrilus. Dissertation an der Universität Wien, 1912.
- Über den Einfluß der Äthernarkose auf die Heimkehrfähigkeit der Bienen. In: Naunyn-Schmiedebergs Archiv für experimentelle Pathologie und Pharmakologie. Band 97, 1923, S. 433–440.
- Heilung der Blutdruckkrankheit durch Atemübungen. Frankfurt am Main 1935. (bis 1981 in 25 Auflagen erschienen)
- Rasse, Geist und Seele. J. F. Lehmanns Verlag, München 1935.
- Sport und Rasse. H. Bechhold Verlagsbuchhandlung, Frankfurt am Main 1936.
- Heilatmung. Philipp Reclam jun., Leipzig 1943.
- Biologische Therapie bei Herz- und Kreislaufkrankheiten. W. Krieg, Wien / Bad Bocklet, Zürich [1954].
- Biologische Heilwege für Herz- und Kreislaufkranke. Karl F. Haug, Ulm/Donau 1965.
- Massenpsychosen in der Wissenschaft. Verlag der Deutschen Hochschullehrer-Zeitung (Grabert-Verlag), Tübingen 1969.